# 아키 애브니

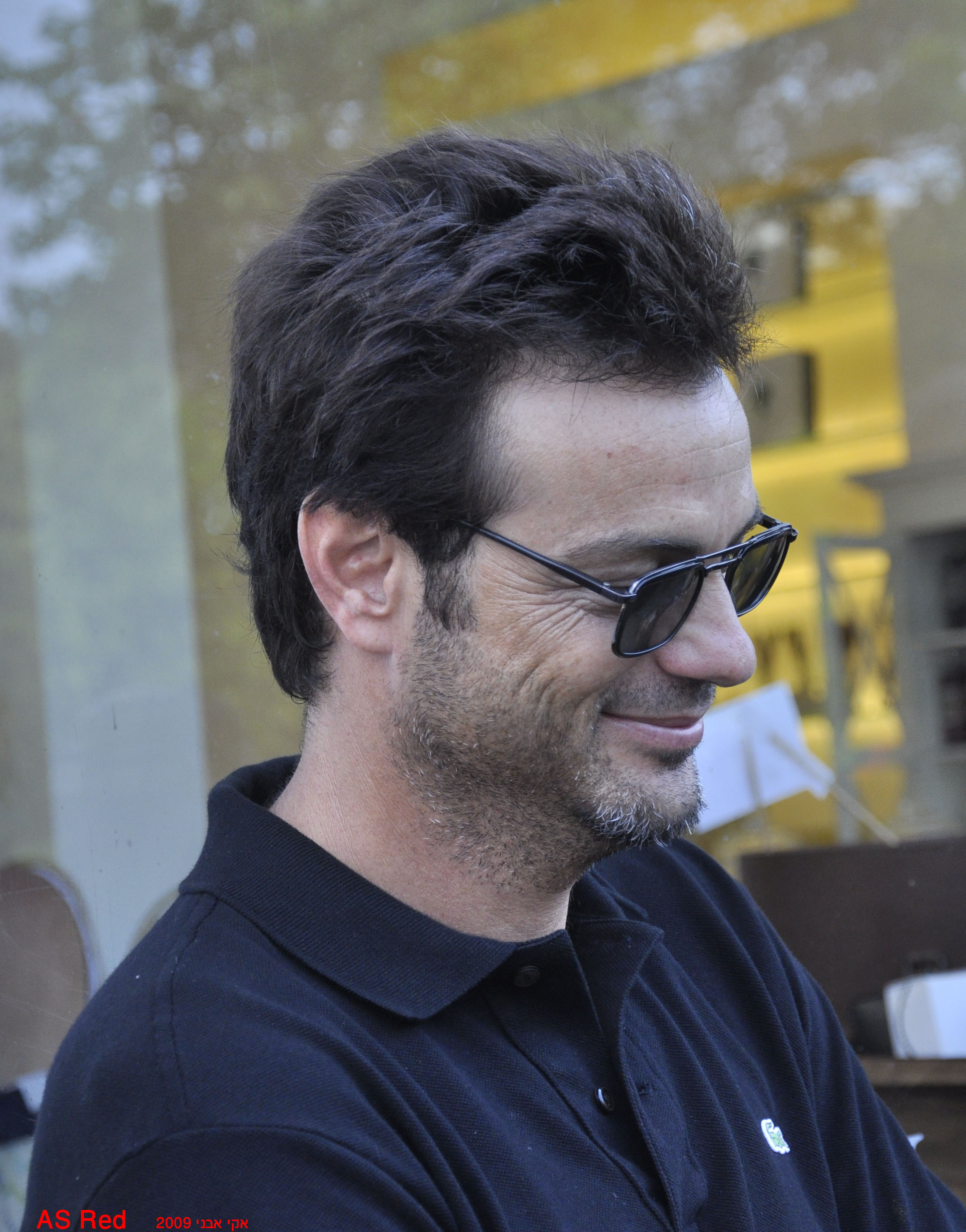

아키 애브니(Aki Avni, 1967년 4월 27일 ~ )는 이스라엘의 배우, 모델, TV 사회자, 연극 배우, 텔레비전 배우이다.
레호보트 출신으로, 튀르키예계 스파라드 유대인 부모 사이에서 태어났다.

## 영화
- 다마스쿠스 커버 (2018년)
- 유니버셜 솔저 3 - 리제너레이션 (2009년) - 보리스 장군 역
- 내 엄마의 남자 친구 (2008년)
- 솔트 오브 디 어스 (2006년)
- 프리 존 (2005년)
- 허프 (2004년)
- 호의의 시간 (2000년)